# Omar Hernández-Hidalgo
Omar Hernández-Hidalgo (Ciudad de México, 1971-Tijuana, Baja California, 6 de junio de 2010) fue un violista mexicano, reconocido como uno de los mejores intérpretes de su generación. Fue galardonado como el mejor instrumentista del año en el 2000 por la Academia Europea de Música.

## Biografía
Omar Hernández-Hidalgo nació en la Ciudad de México en 1971. Comenzó sus estudios musicales cuando era muy joven. En 1982 fue participante del Congreso Internacional de Educación Musical en Bristol, Inglaterra. Más adelante ingresó en la Escuela Superior de Música del INBA.
Con 21 años se convirtió en el violista principal de la Orquesta Sinfónica Carlos Chávez, y a la edad de 22 ganó el Concurso Nacional de Viola.
Obtuvo becas para estudiar y perfeccionar la interpretación de su instrumento, lo que le permitió hacer residencias en la Universidad de Indiana y en el Centro Pompidou de París. Durante su estancia en la Universidad de Indiana fue parte del Ensamble de Nueva Música durante sus estudios doctorales en esa institución. Sus compañeros en el Ensamble lo recuerdan como un gran intérprete de música contemporánea, tocando obras como Chemins II de Luciano Berio.

Siempre recordaré el día que entró al primer ensayo de las Chemins II de Berio para viola y ensamble: todos en la sala estaban completamente mudos. Tan increíble y tan inspirador. Por supuesto, cada vez que tocaba esa era la reacción.
James Holt

Como intérprete de cámara, realizó giras con el Cuarteto de cuerdas de la Ciudad de México, de cuya colaboración fueron nominados dos veces al Grammy. Asimismo fue el primer violista en interpretar la Sequenza VI de Luciano Berio en México.
En 2009 fue seleccionado por l'Accademia Chigiana para estudiar con la violista Kim Kashkashian y con Aldo Bennici en Siena.
Es considerado el primer violista mexicano en obtener un título de doctorado, con un proyecto de investigación sobre el Capricho de Julián Carrillo. Hernández Hidalgo también fue director artístico del Archivo Julián Carrillo, dentro del cual publicó el catálogo integral de su obra, y grabó dos discos compactos de las piezas del compositor potosino.
Asimismo participó como solista durante la gira en México del Ensemble Intercontemporain, con el cual tenía varios proyectos en puerta cuando falleció.
Guadarrama señala que decidió trasladarse de la Ciudad de México a Tijuana.

### Fallecimiento
El 31 de mayo de 2010 fue reportado desaparecido por su familia, tras un viaje que había realizado a la ciudad de Tijuana. El 6 de junio su cuerpo fue encontrado sin vida al interior de su automóvil.
Con la noticia de su muerte, la comunidad musical y artística en México manifestó su indignación por el asesinato. Más de 200 personas enviaron una carta a los medios de comunicación mostrando su preocupación:

Estamos consternados ante este hecho de absurda barbarie y no podemos quedarnos callados contemplando cómo un crimen que mutila gravemente a la sociedad mexicana se pierde en el olvido.

En octubre de 2010, el Ensamble Contemporáneo Internacional le rindió un tributo a Omar Hernández-Hidalgo, mediante un concierto y la comisión de tres obras en su honor.

## Premios y distinciones
- 2009 -  L’Accademia Chigiana (Siena, Italia)
- 2001 - The Heineman Foundation (Philadelphia)
- Academia Verbier (Suiza)
- 2000 - Fondo Nacional para la Cultura y las Artes, la Fundación Cultural Bancomer y la Rockefeller Foundation.
- 2000 - Mejor instrumentista del año (Academia Europea de Música).

## Discografía
- “La Viola Espiral” - Obras para viola y piano de Joaquín Gutiérrez-Heras, Julián Carrillo, Luis Sandi, José Pablo Moncayo, Carlos Chávez, Mario Lavista y Julio Estrada - Mauricio Nader, piano, Quindecim, 2007.[12]
- “Twentieth-Century Mexican Music for Viola” - Obras para viola y piano - Sally Todd, piano, IUMusic, 2010.[12]